# Ira Coleman
Ira Coleman (29 april 1956 i Stockholm) er en amerikansk bassist.
Coleman har spillet med Tony Williams, Sting, Herbie Hancock, Wayne Shorter, Branford Marsalis, Billy Cobham, Jackie McLean og mange flere.
Han spiller både kontrabas og elbas. Han har lavet plader i eget navn.

## Diskografi
- 1985: Keys to the City – Mulgrew Miller
- 1990: Evidence – Vincent Herring
- 1991: Dawnbird – Vincent Herring
- 1992: Live at the Blue Note – Franco Ambrosetti
- 1993: Folklore: Live at the Village Vanguard – Vincent Herring
- 1993: Secret Love - Vincent Herring
- 1993: Tokyo Live - Tony Williams
- 1994: New York Romance - Barney Wilen
- 1994: In from the Cold – Jonny King
- 1994: Power Talk – Joanne Brackeen
- 1996: Below the Bassline – Ernest Ranglin, with Idris Muhammad, Gary Mayone, Monty Alexander
- 1997: Rencontre – Georges Arvanitas
- 1998: Gershwin's World – Herbie Hancock
- 1998: Black Inside – Antonio Faraò, Jeff "Tain" Watts (ENJA Records)
- 1998: Mirrors – Joe Chambers
- 2000: Tunga – Mamadou Diabate
- 2002: This Is New – Dee Dee Bridgewater
- 2002: Sings All Love - Grady Tate
- 2002: Soul on Jazz – Philip Bailey
- 2003: The Creator Has a Master Plan – Pharoah Sanders
- 2005: J'ai Deux Amours – Dee Dee Bridgewater
- 2013: Evan – Antonio Faraò
- 2016: Landscapes - Joe Chambers